# Centre de Visió per Computador
El Centre de Visió per Computador (CVC) és un consorci públic format per la Generalitat de Catalunya i la Universitat Autònoma de Barcelona. Es troba al campus de la UAB a Bellaterra, Barcelona.
El CVC es dedica principalment a la investigació, el coneixement de qualitat i la transferència de tecnologia cap a les empreses, centrat en el camp de la visió per computador i en aplicacions en biomedicina, seguretat, producció, mitjans audiovisuals, mobilitat, etc.

## Projectes destacats
El CVC ha estat implicat en diferent grau en multitud de projectes, tant de recerca com de transferència de tecnologia. Els més destacats son:
- Projecte ELEKTRA per desenvolupar un cotxe autònom.[3]
- myStone, un sistema per la classificació de càlculs renals a la pròpia consulta mèdica.[4]

## Spin-offs
El centre ha generat nombroses spin-off arran de la recerca aplicada. A 2018 les spin-off son:
- Icar Vision Systems, centrada en el reconeixement automàtic de documents d'identitat.
- Visual Century ofereix solucions de realitat augmentada.
- Inspecta, productes de visió artificial amb aprenentatge.
- Davantis technologies ofereix serveis de video-vigilància basada en visió artificial.
- Visual tagging, especialista en tecnologia de reconeixement d'imatges.
- Knowxel, que ofereix solucions de crowdmobile per repartint petites tasques als usuaris.
- Verisize, que treballa en el camp de la moda on-line.